# Rudolph Friedrich Theodor von Watzdorf
Rudolph Friedrich Theodor von Watzdorf (* 14. Mai 1804 in Wiesenburg; † 15. Januar 1880 in Dresden) war ein deutscher Rittergutsbesitzer und Politiker.

## Herkunft
Seine Eltern waren der sächsische Appellationsrat Adam Friedrich August von Watzdorf (1753–1809) und dessen Ehefrau Charlotte, geborene von Oppen-Jütrichow (1767–1811). Sein älterer Bruder Otto von Watzdorf war liberaler Jurist und Politiker, der u. a. der Frankfurter Nationalversammlung und dem Sächsischen Landtag angehörte.

## Leben und Wirken
Watzdorf erwarb 1824 das Rittergut Störmthal. In der Folge erwarb er auch das Rittergut Liebertwolkwitz, dessen Gerichtsbarkeit er am 30. März 1842 an den Staat abtrat. Er war Kammerherr am sächsischen Königshof. 1836 wurde er durch den sächsischen König auf Lebenszeit in die I. Kammer des Landtags ernannt, der er mit Ausnahme der Revolutionsjahre 1849 und 1850 bis zu seiner Mandatsniederlegung nach dem Landtag 1871/73 angehörte.
Watzdorf heiratete am 26. Mai 1829 in Dresden die Gräfin Amalie Mathilde Ernestine von der Schulenburg-Beetzendorf (* 13. April 1809; † 10. November 1873). Das Paar hatte mehrere Kinder:
- Benno Karl Rudolf (* 30. November 1833), Mitglied der ersten sächsischen Kammer

⚭ 1860 Magaretha Ottonie von Uckermann-Bendeleben (* 11. April 1838; † 23. Januar 1861)
⚭ 1864 Karoline von Heygendorff (* 25. Dezember 1838; † 1. September 1865)
⚭ 1872 Erika Felicia Eleonore von Uckermann-Bendeleben (* 5. März 1844)
- Werner Rudolf Heinrich  (* 19. Dezember 1836 in Dresden; † 29. Februar 1904), sächsischer Finanzminister ⚭ Freiin Rosa Clara von Könneritz (1823–1906)
- Mathilde Walpurgis Amalie (* 29. November 1840) ⚭ 1866 Graf Otto Georg zu Münster-Langelage († 9. Februar 1893)